# Ancylolomia agraphella
Ancylolomia agraphella là một loài bướm đêm trong họ Crambidae.